# Bracon infuscatipennis
Bracon infuscatipennis är en stekelart som beskrevs av Granger 1949. Bracon infuscatipennis ingår i släktet Bracon och familjen bracksteklar. Inga underarter finns listade.